# Садиба Попова
Садиба Попова — пам'ятка архітектури 2-ї половини XIX століття, палацово-парковий ансамбль у Запорізькій області, нині Василівський історико-архітектурний музей-заповідник «Садиба Попова». Збереглася частково, у збереженій частині — музейна експозиція. Є єдиною у регіоні замковою спорудою. 

## Власники садиби Попови

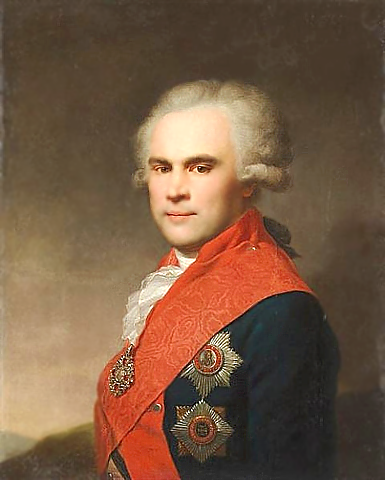
Худ. Й-Б. Лампі. Генерал В. С. Попов

Землі поблизу майбутнього міста Олександрівська, були подаровані імператрицею Катериною II генералу Попову Василю Степановичу. Він і став засновником поселення, що пізніше стало містом Василівка. Раніше місцевість використовувалась для зимівників козаків і мала декілька хуторів.
Велике будівництво фундував онук генерала — Василь Павлович Попов у другій половині XIX століття. Родина Попових володіла садибою і до Жовтневого перевороту 1917 року.

## Будівництво садиби

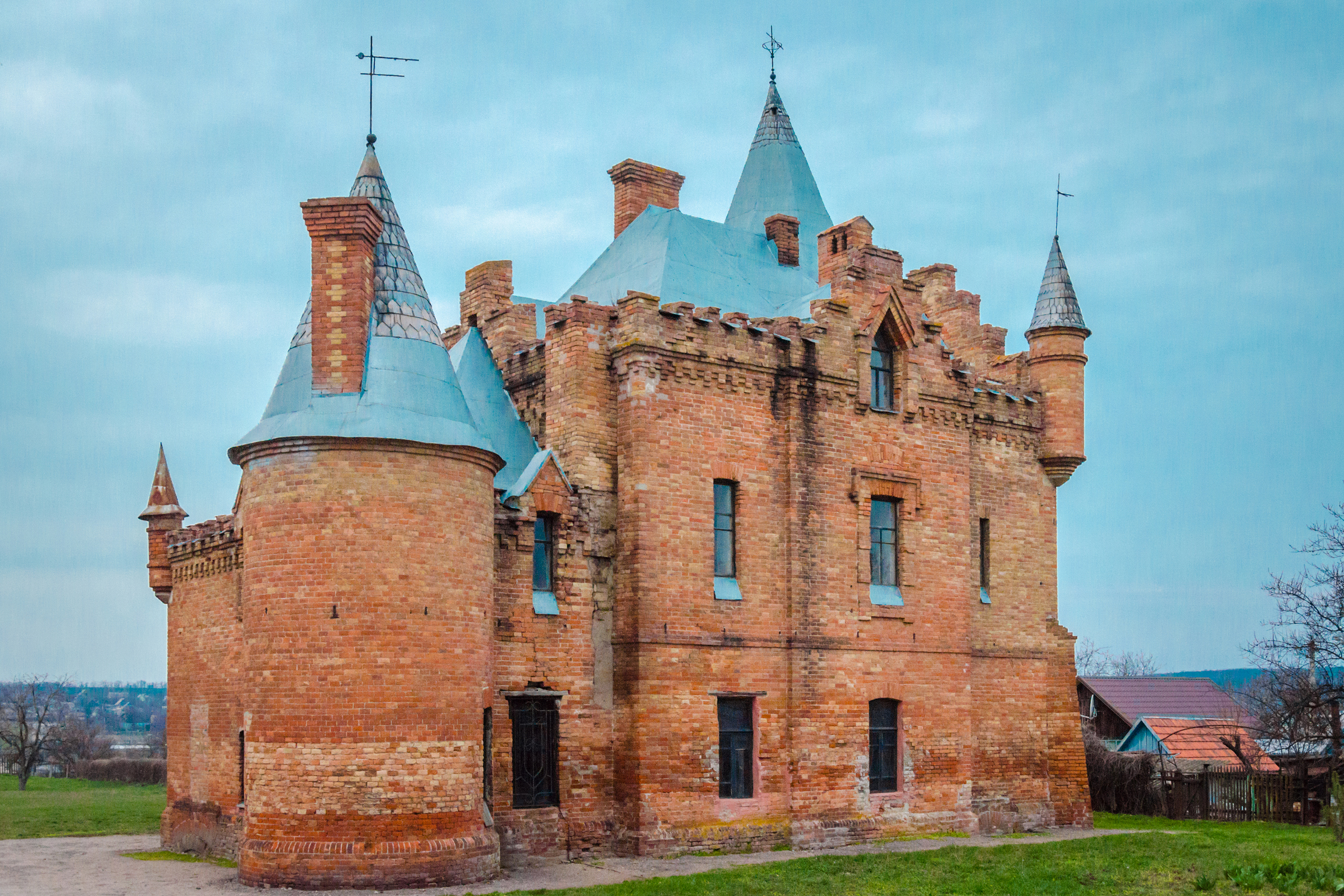
Флігель № 1

Встановити автора проекту не вдалося. Швидше за все їх було декілька, що і спричиняє проблеми для дослідників. Серед можливих архітекторів слід назвати і місцевого — Олександра Агеєнка. За стилістичними ознаками одним з авторів міг бути архітектор із Санкт-Петербурга Бенуа Микола Леонтійович (1813—1898).
Будівництво садиби тривало 20 років (1864—1884), вона стала найбільшою серед садиб Східної України. Побудований в історичних стилях XIX століття, замок має риси північно-італійського ренесансу, готичні і мавританські риси. Будівлі споруджені з червоної цегли з власних заводів Попова в Василівці. 
В.С.Попов  був управляючим конторою по будівництву царських домів і садів. У певний період, у вирі кар'єрних злетів і падінь, граф залишив службу через проблеми зі здоров’ям, і взявся за облаштування своїх маєтків. А їх у Попова не бракувало: у Катеринославській, Херсонській, Таврійській, Мінській губерніях і на Уралі. 

## Садиба, опис поруйнованої споруди
Головна споруда палацово-паркового комплексу — замок. Технічний проект створив архітектор Стюнкл. Побудований з цегли, двоповерховий, у первісному вигляді, замок мав п'ять веж, три з яких мали дахи-шатра. Розміри будівлі 42 на 45 метри, на підмурках, в яких розміщалися льохи для вина. Замок мав лазні (фінські, римські, тощо), бальну залу, вітальні, картинну галерею, бібліотеку, колекцію старовинної зброї. З 1907 року було влаштовано етнографічний музей, де були представлені експонати 15 різних національних культур.
На початку XX століття в садибі було обладнано метео- та електростанцію. Метеостанція садиби Попова було зараховано до мережі метеослужб Російської імперії. На даху садиби було влаштовано і астрономічну обсерваторію з телескопом. Терасу з телескопом було прикрашено скульптурами італійського майстра Лангобарді.
Окрім основного будинку садиба мала стайні, службові приміщення, пейзажний парк і фонтани. 

## Замок за часів СРСР

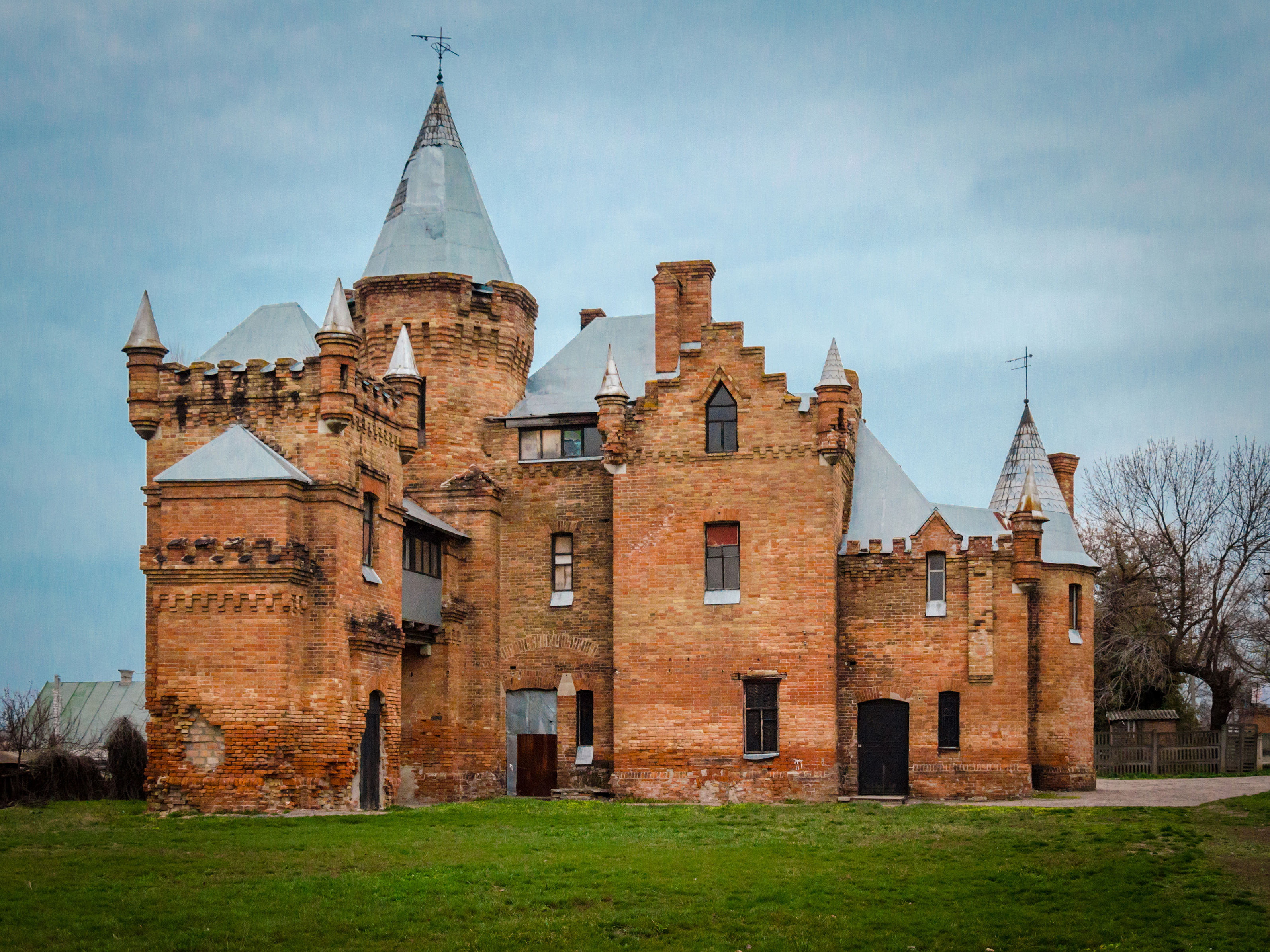
Флігель № 1, Василівка, вул. Гагаріна

Жовтневий переворот і Перша світова війна спонукали власника садиби Юрія Попова рятувати майно. За переказами він встиг вивезти частину найкоштовніших речей. Книги бібліотеки, меблі, етнографічні колекції, картини, скульптури було розграбовано або знищено. Найбільших втрат зазнали замок, парк і навколишня діброва, яку вирубали на дрова. До початку Другої світової війни в будівлях садиби був розташований свинарник.
1934 року, для спорудження місцевого культурного центру було розібрано на будівельні матеріали частину будівель садиби. В садибі виламали дерев'яні склепіння і стелі і частково дахи.
1954 року за рішенням радянської влади було зруйновано собор Святого Петра та Павла, також збудований родиною Попових у Василівці. Пізніше в стайнях садиби розмістили школу для психічно хворих дітей. Каретний сарай надбудували другим поверхом, а на вивільненій території побудували гуртожиток місцевого технікуму. Комплекс частково зруйновано, а будівельні матеріали розікрадено місцевими мешканцями.

## Музеєфікація

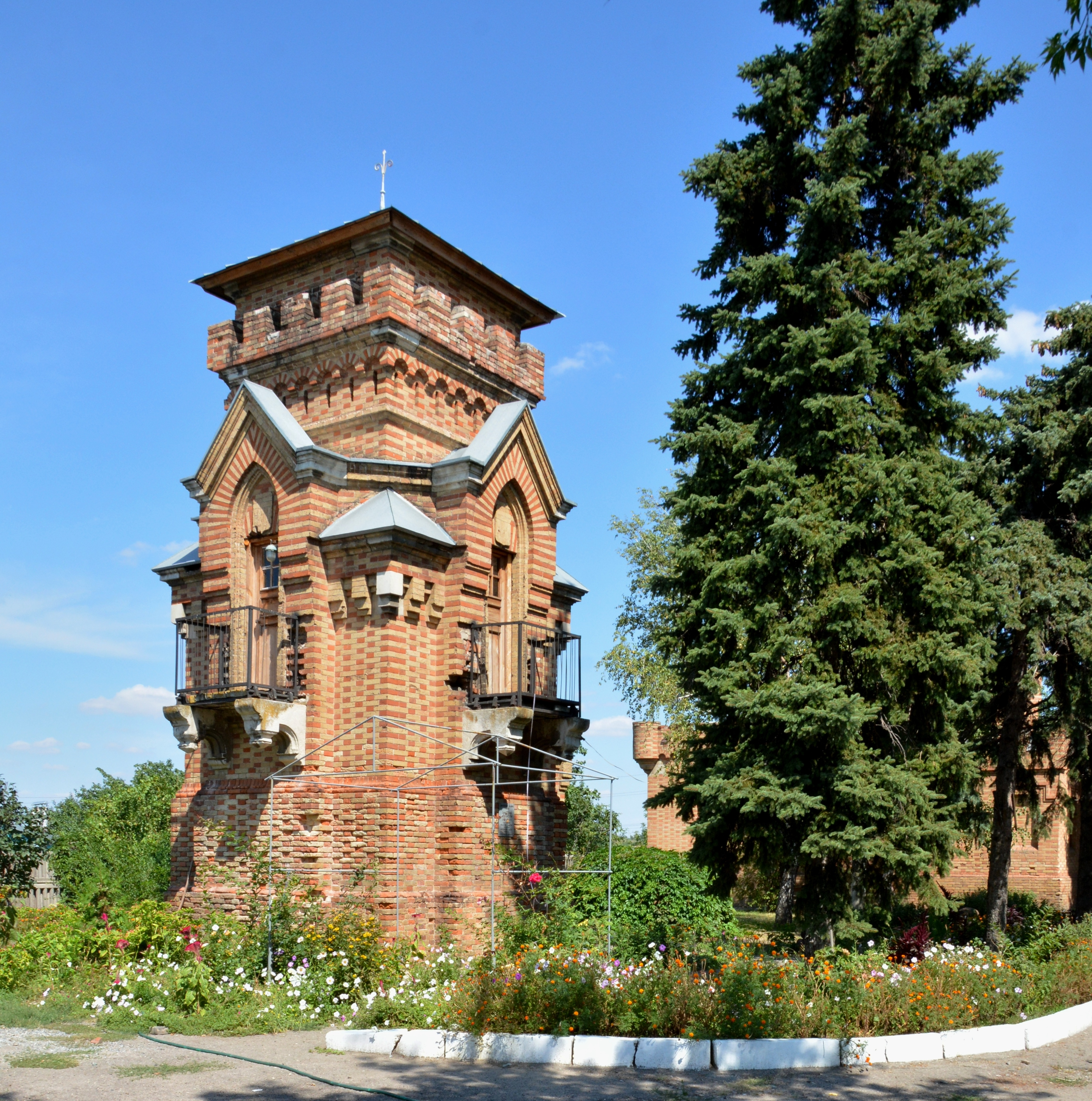
Оглядова вежа

До кінця 1980-х серед випадково збережених споруд садиби були: найбільша вежа (донжон), західний флігель (так званий «Англійський замок»), колишні стайні та деякі інші.
З 1989 року розпочалися перші спроби врятувати рештки ансамблю. Знадобилося чотири роки зусиль заради отримання комплексом статуту заповідника. З 1993 року в Північному флігелі організовано музей, у який входять:
- зала історії садиби Попова (фото, макет первісного вигляду садиби, фрагменти декору тощо)
- зала етнографії
- зала історії Другої світової війни
- твори місцевих художників
- архітектурний макет поруйнованої садиби
- рештки речей з колишньої садиби тощо.

Зруйнованою садибою опікувалось культурно-історичне товариство «Спадщина», один з активістів якого, Володимир Мєшков, став першим директором історико-архітектурного заповідника.
15 січня 2022 року, з нагоди відзначення Дня музейного селфі, вперше за 30 років Садиба Попова відкрила для відвідування усі будівлі комплексу. Віднині у складі міні-груп (5-7 чоловік) щогодини, у супроводі співробітника музею, відвідувачі мають можливість відвідати кожну будівлю історичного комплексу.

## Обстріли та пограбування садиби
7 березня 2022 року в ході військового вторгнення в Україну Садибу Попова було обстріляно російськими військами. Постраждала будівля манежу-конюшні садиби Попова.
13 березня 2022 року музей було пограбовано російськими військовими. Окрім пограбування вони пошкодили приміщення, побили вікна та виламали всі двері.
19 квітня 2023 року стало відомо, що окупанти почали вивозити майно з історико-архітектурного музею-заповідника, розташованого в будівлі відомого колись у Європі палацово-паркового ансамблю-маєтку генерала Василя Попова, який був побудований у 1894 році. Цей маєток колись мав стати альтернативою Воронцовському палацу в Алупці. На думку багатьох дослідників, автором проекту палацового комплексу і багатьох його елементів був всесвітньо відомий архітектор Бенуа. За твердженням фахівців, це справжнє диво містобудування й аналогів такого високоякісного мурування стін із цегли немає ні в Україні, ні в Європі.